# Metalejeunea cucullata
Metalejeunea cucullata är en bladmossart som först beskrevs av Reinw., Blume et Nees, och fick sitt nu gällande namn av Riclef Grolle. Metalejeunea cucullata ingår i släktet Metalejeunea och familjen Lejeuneaceae. Inga underarter finns listade i Catalogue of Life.